# Asterisco
L'asterisco è un carattere tipografico. È graficamente rappresentato da una stella a cinque o sei punte (raramente otto). La sua invenzione è attribuita a Aristarco di Samotracia, mentre l'etimologia del suo nome potrebbe derivare dal latino medievale astericolum, i, mutato dal greco ἀστερίσκος (asteriskos), letteralmente "stellina", dovuto alla sua forma.

## Utilizzo
L'asterisco ha molteplici usi; i due più conosciuti sono senz'altro quelli a livello testuale: a) rimando alle note a piè di pagina; b) segnalazione dell'omissione volontaria (o della censura) di una parte di testo che viene, per così dire, "criptata" (il signor R*).
In linguistica invece indica, posto prima di una parola, una forma della stessa non documentata storicamente ma supposta o ricostruita (specie negli etimi); altrimenti indica un costrutto linguistico agrammaticale o asemantico e dunque generalmente considerato un errore.
Esempi:
- "bruciare" deriva dal latino *brusiare (forma non documentata storicamente ma supposta o ricostruita);
- Il signor *** è ritenuto il responsabile di un grave reato (omissione volontaria o censura di una parte di testo);
- Io *avrebbi fame (costrutto linguistico agrammaticale, errore);
- La basilica di *sampietro (nome errato).

### Uso tipografico
È adoperato quando nei testi si necessita di una spiegazione che non può essere data subito, ma per la quale si deve ricorrere alle note: la presenza di un asterisco sulla parola da spiegare e di un altro uguale al primo, a fondo pagina, con accanto le delucidazioni necessarie è senz'altro il sistema più adoperato. Quando nella stessa pagina c'è bisogno di chiarire diverse parole, per evitare di creare confusione utilizzando sempre lo stesso asterisco (che infatti potrebbe rimandare ad una qualsiasi delle note presenti a piè di pagina), si usano tre diversi sistemi:
- adoperare ogni volta asterischi di forma diversa (ogni simbolo si può prestare a fare da asterisco) rende facile la comprensione, ma in presenza di molte note le numerose forme da seguire potrebbero diventare tra loro indistinguibili;
- utilizzare un numero di asterischi diverso per ogni parola da illustrare nelle note (**, ***) è sicuramente un sistema comprensibile, ma se le note divengono troppe il lettore potrebbe sentirsi in difficoltà nel ricercare quella giusta, dovendo contare tutti gli asterischi presenti;
- un numero al di sopra dell'asterisco (*², *³) permette infine di capire chiaramente a quale delle note si rimanda.

### Uso in ambito scientifico
È usato in informatica nei linguaggi di programmazione per indicare il per. Per esempio (in Python):
```
def
 
moltiplicazione
(
a
,
 
b
):

    
risultato
 
=
 
a
 
*
 
b

    
return
 
risultato

```

- In alcuni database per il multiallineamento di sequenze amminoacidiche e nucleotidiche l'asterisco viene utilizzato per segnalare le zone che condividono la stessa sequenza.
- In genetica, simbolo che identifica una linea come paragruppo di un aplogruppo specificato.
- Simbolo utilizzato nella teoria dei giochi combinatori (vedi anche numero surreale).
- In analisi matematica viene utilizzato per indicare l'operazione di convoluzione.

#### Informatica
- Giustapposta a simboli binari viene normalmente intesa come la chiusura transitiva e riflessiva dell'operazione.
- Nell'ambito delle grammatiche e nelle teorie generative indica l'operazione postfissa stella di Kleene.
- Nelle ricerche (ad es. nei database o in rete tramite motori di ricerca), o nei parametri di un comando in un'interfaccia a riga di comando, l'asterisco può indicare un testo, in genere parte di una parola o di una più lunga locuzione, previsto come variabile rispetto ad una parte ben determinata e indicata puntualmente dell'espressione da ricercare o su cui eseguire l'operazione. Vedere carattere jolly.
- La presenza nelle didascalie dei form indica l'obbligatorietà di compilazione del relativo campo.
- In programmazione, oltre a essere utilizzato come simbolo per l'operazione di moltiplicazione, viene preposto al nome di una variabile di tipo puntatore, per riferirsi non all'indirizzo del dato[3].
- Nel linguaggio di markup di MediaWiki, utilizzato anche da Wikipedia, l'asterisco viene utilizzato per le liste puntate.
- In PTS-DOS è una direttiva del Config.sys per specificare commenti in una riga che contiene anche codice

#### Web
Principalmente sul web, l'asterisco è utilizzato come alternativa al "maschile universale" della lingua italiana. Insorge però il problema dell'impossibilità di pronunciare il grafema perciò è preferibile l'uso del fonema/grafema schwa, il quale è stato comunque respinto dall'Accademia della Crusca,  secondo cui nelle lingue flessive il genere come categoria grammaticale non coincide necessariamente con le caratteristiche sessuali delle persone referenti, e ha pertanto invitato, nella redazione di testi di carattere formale e ufficiale, a un uso del maschile plurale inteso come genere grammaticale non marcato. Questa posizione tuttavia si pone in contrasto con studi e linee guida pubblicate in questi anni, a partire da Il sessismo nella lingua italiana di Alma Sabatini (1987).

### Altri usi

Asterismo

- È il simbolo usato per il not out nel cricket.
- È il logo dei Red Hot Chili Peppers.